# Capilla de Nuestra Señora de la Medalla Milagrosa
La Capilla de Nuestra Señora de la Medalla Milagrosa es una capilla ubicada en el VII Distrito de París, Francia, en el 140 de rue de Bac, en la Casa Madre de las Hijas de la Caridad de San Vicente de Paul. En este lugar es donde se le apareció la Virgen María a Santa Catalina Labouré el 27 de noviembre de 1830 pidiéndole la creación de una medalla posteriormente conocida como la Medalla Milagrosa.
Inicialmente era la capilla privada del convento de las Hijas de la Caridad, construido en 1815, cuando se estableció su convento en este sitio. Tras las apariciones marianas a Catalina Labouré en 1830, dado el rápido éxito de la medalla milagrosa de 1834, la capilla se fue agrandando gradualmente y se abrió al público, convirtiéndose en un importante lugar de peregrinación. La capilla es visitada por dos millones de visitantes al año, lo que la convierte en uno de los diez lugares culturales más visitados de París y el segundo lugar de peregrinaje de Francia tras el santuario de Lourdes.

La capilla contiene las reliquias de Santa Catalina Labouré (vidente de las apariciones), de Santa Luisa de Marillac (fundadora de la congregación de las Hijas de la Caridad) y el corazón de San Vicente de Paúl.

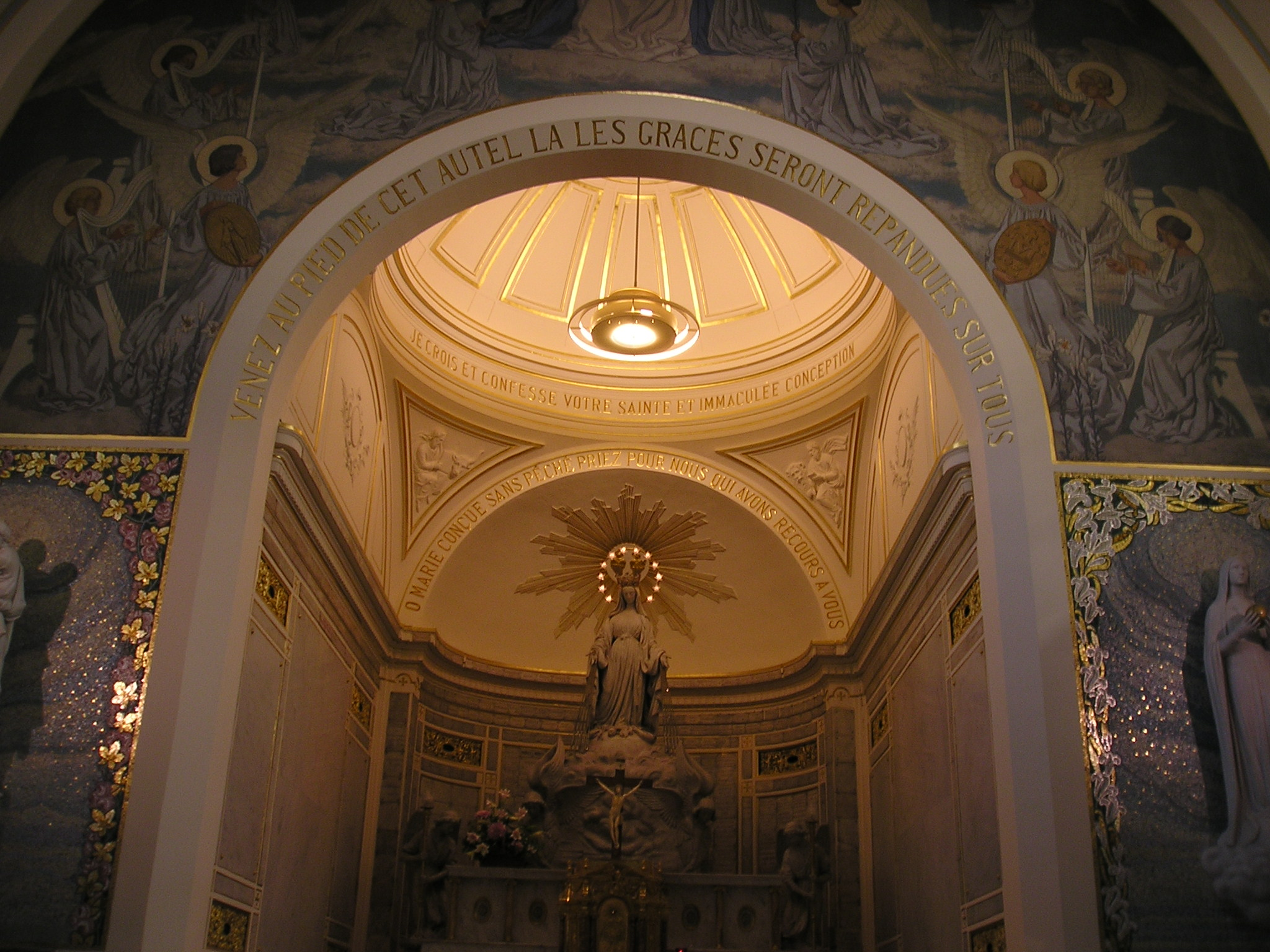
Altar de la capilla de la Medalla Milagrosa.

## Historia
El nombre de "capilla de la Medalla Milagrosa" no es el nombre original de la capilla, sino el atribuido varios años después de su construcción, a consecuencia de las apariciones de la Virgen en esta misma capilla, pero, sobre todo, por la distribución de la medalla milagrosa unos años después, con notable éxito. Es esta medalla, difundida desde este lugar, la que da nombre actual a la capilla.

### Construcción y reformas de la capilla
En 1813, las Hijas de la Caridad de San Vicente de Paúl establecieron su "casa madre" en el antiguo Hotel de Chatillon, por decisión de Napoleón Bonaparte. La capilla, inmediatamente en construcción, fue terminada y consagrada el 6 de agosto de 1815, estando dedicada al Sagrado Corazón de Jesús. La “casa madre del convento” es el lugar al que acuden las jóvenes postulantes para hacer su noviciado. El tamaño original de la capilla, así como el gran número de novicias en el convento (había más de 500 en la década de 1850) impiden que las monjas abran su capilla al público exterior.
Tras las apariciones de la Virgen en 1830, y la distribución de la medalla milagrosa (en 1832) que atrajo a una gran multitud a la capilla, fue ampliada en 1849 por el arquitecto Gallois. Para celebrar el centenario de las apariciones marianas en la capilla, el arquitecto Richardière llevó a cabo una nueva ampliación en 1930 añadiendo un pasillo lateral coronado por dos gradas superpuestas. Con motivo de estas obras de ampliación, se llevó a cabo una renovación total de la capilla, dándole su aspecto actual. Se realizaron nuevos trabajos en 1979-1980, y el último se remonta a 2009, la capilla luego se cerró al público durante varios meses.
En 1933, el relicario que contiene a Catalina Labouré fue colocado en la capilla, al pie de la estatua de la “Virgen con el Globo”, realizada por Maxime Real del Sarte.

### Las apariciones

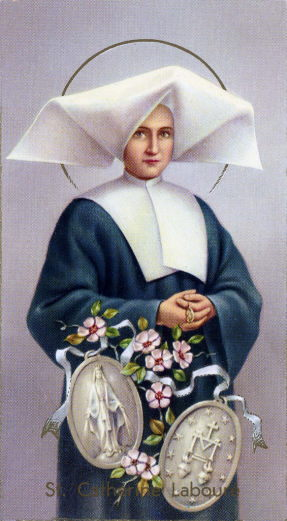
Representación de Santa Catalina Labouré y la Medalla Milagrosa.

La capilla es mundialmente famosa por los acontecimientos que tuvieron lugar en 1830: la aparición de la Virgen a una joven religiosa: Catalina Labouré. Estas apariciones marianas no han sido objeto de una investigación canónica por parte de la Iglesia Católica, ni han sido "reconocidas canónicamente" por la Iglesia. Pero indirectamente, la Iglesia católica dio muestras de reconocimiento y alentó oficialmente la devoción a la Virgen, siguiendo el testimonio de la hija de la Caridad. El relato de los hechos solo se conoce a través del testimonio escrito y oral de esta sola hermana.

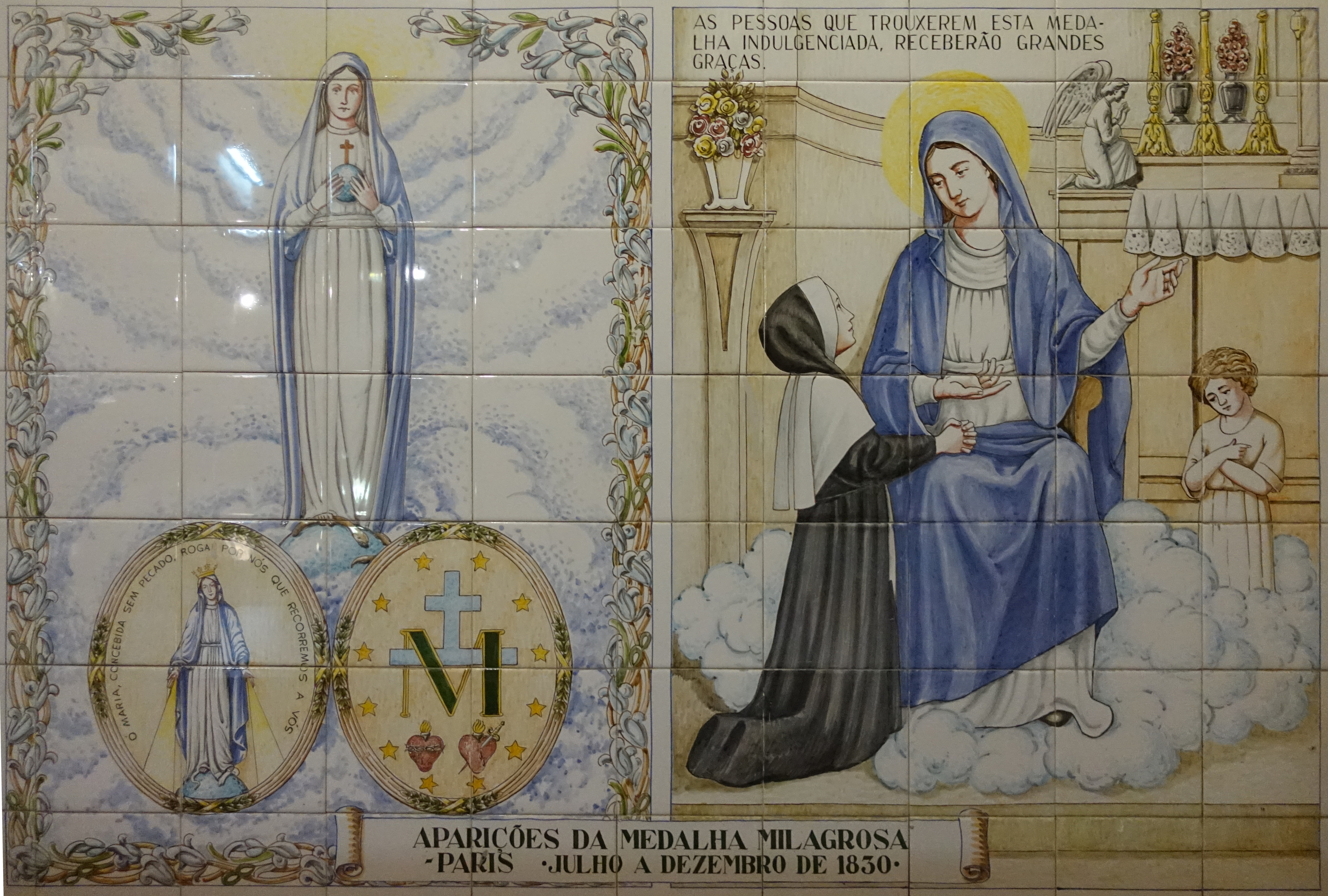
Azulejos representando la aparición de la Virgen María a Santa Catalina Labouré en París, Francia.

Catalina Labouré contó que la noche del 18 de julio de 1830, le despertó un niño pequeño que le dice: ««Hermana mía, todos duermen bien; ven a la capilla; la Santísima Virgen te espera». Creyendo que estaba soñando, Catherine se levantó, se vistió y siguió al niño "llevando rayos de luz por donde pasaba". Al llegar a la capilla, Catherine pronto escuchó "como el susurro de un vestido de seda" que se acerca a ella. Es la Santísima Virgen, resplandeciente, que viene a sentarse en la iglesia, y la hermana se le acerca y se arrodilla a su lado. La Virgen le hablará durante dos horas, confiándole que Dios tiene una misión difícil para ella.
El 27 de noviembre de 1830, Catalina informó que la Santísima Virgen regresa durante la oración de la tarde. La Virgen estaba parada sobre un globo terráqueo, aplastando una serpiente con su pie, y luciendo anillos de diferentes colores en sus dedos de los cuales brotaban rayos de luz sobre el globo. A su alrededor aparecieron las palabras: "Oh María, sin pecado concebida. Ruega por nosotros que recurrimos a vos", y la Virgen dijo: «Es la imagen de las gracias que derramo sobre quienes me las piden», y para explicar los anillos que no proyectan rayos, añadió: «Es la imagen de las gracias que la gente se olvida de pedirme». Entonces la pintura parece darse la vuelta. Este es el reverso de la medalla: una M mayúscula, inicial de María, coronada por la Cruz. Abajo, dos corazones: el de Jesús, coronado de espinas, y el de María , traspasado por una espada, doce estrellas rodeando este cuadro.

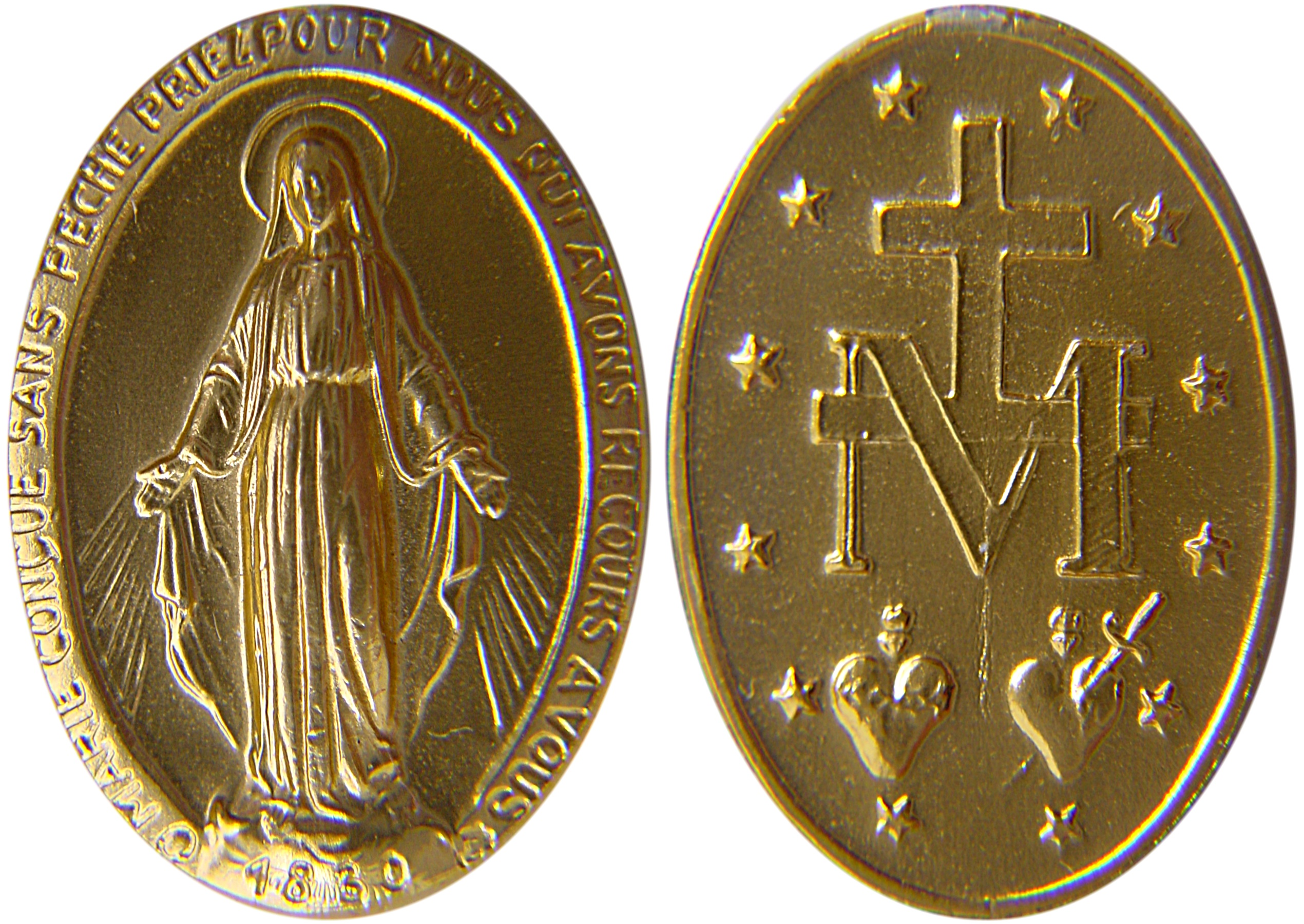
La Medalla Milagrosa (o medalla de Nuestra Señora de las Gracias).

Catalina escuchó entonces a María pedirle que llevara estas imágenes a su confesor, diciéndole que las golpeara en medallas porque "todos los que la lleven recibirán estas gracias".

### La medalla milagrosa
Después de dos años de investigación y observación del comportamiento de Catalina, el sacerdote informó al arzobispo de París, sin revelar la identidad de la religiosa, de la solicitud para que se le hiciera una medalla. Se aprueba la solicitud y se acuñan las medallas. Se volvieron extremadamente populares, especialmente durante la epidemia de cólera de 1832: en unos pocos años, se distribuyen varios millones de medallas en todo el mundo. Muy rápidamente se relatan y atribuyen "milagros" a esta medalla. Uno de los "milagros" más rotundos, y que fue reconocido por la Iglesia Católica, después de un proceso canónico, fue la conversión de un judío, Alphonse Ratisbonne, en 1842. Su conversión, y su entrada siguiente en la Compañía de Jesús, fue ampliamente publicitada.

### Eventos especiales y fechas importantes
El 31 de diciembre de 1876, en los días posteriores a la muerte de sor Catalina Labouré, la multitud se reunió frente a su ataúd. Una pobre mujer traía a su hijo de doce años, lisiado de nacimiento, en un cajón sobre ruedas. Quería que su hijo se acercara al ataúd, ¡y de repente el niño se pone de pie! Este primer “milagro” atribuido a la hermana establece aún más la notoriedad del lugar. El 31 de mayo de 1980 el papa Juan Pablo II, de visita en París, fue a la capilla a rezar allí.

## Descripción

### Exterior de la capilla
El acceso a la capilla se realiza a través de una puerta cochera, desde el número 140 de la rue du Bac. Este pasaje da acceso a un callejón bordeado de estatuas que conduce a la capilla. Un pequeño campanario con tornavoz, colocado en el techo de la capilla, es parcialmente visible desde el callejón. La capilla está rodeada e incrustada por toda una serie de edificios dedicados a la congregación religiosa. Más allá de esta capilla hay un claustro no accesible al público.

Vistas del patio interior que conduce a la capilla
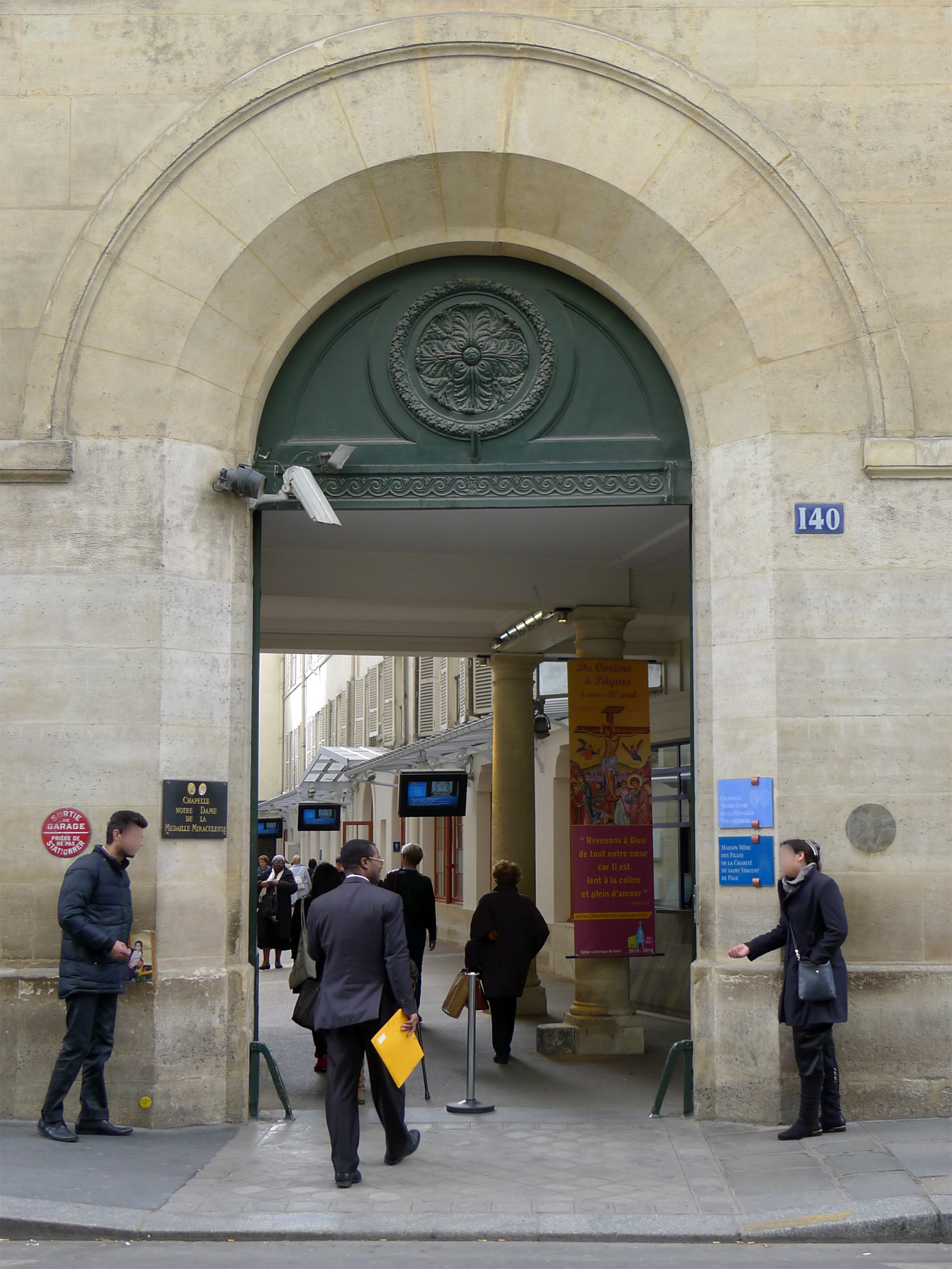
Porche de entrada.
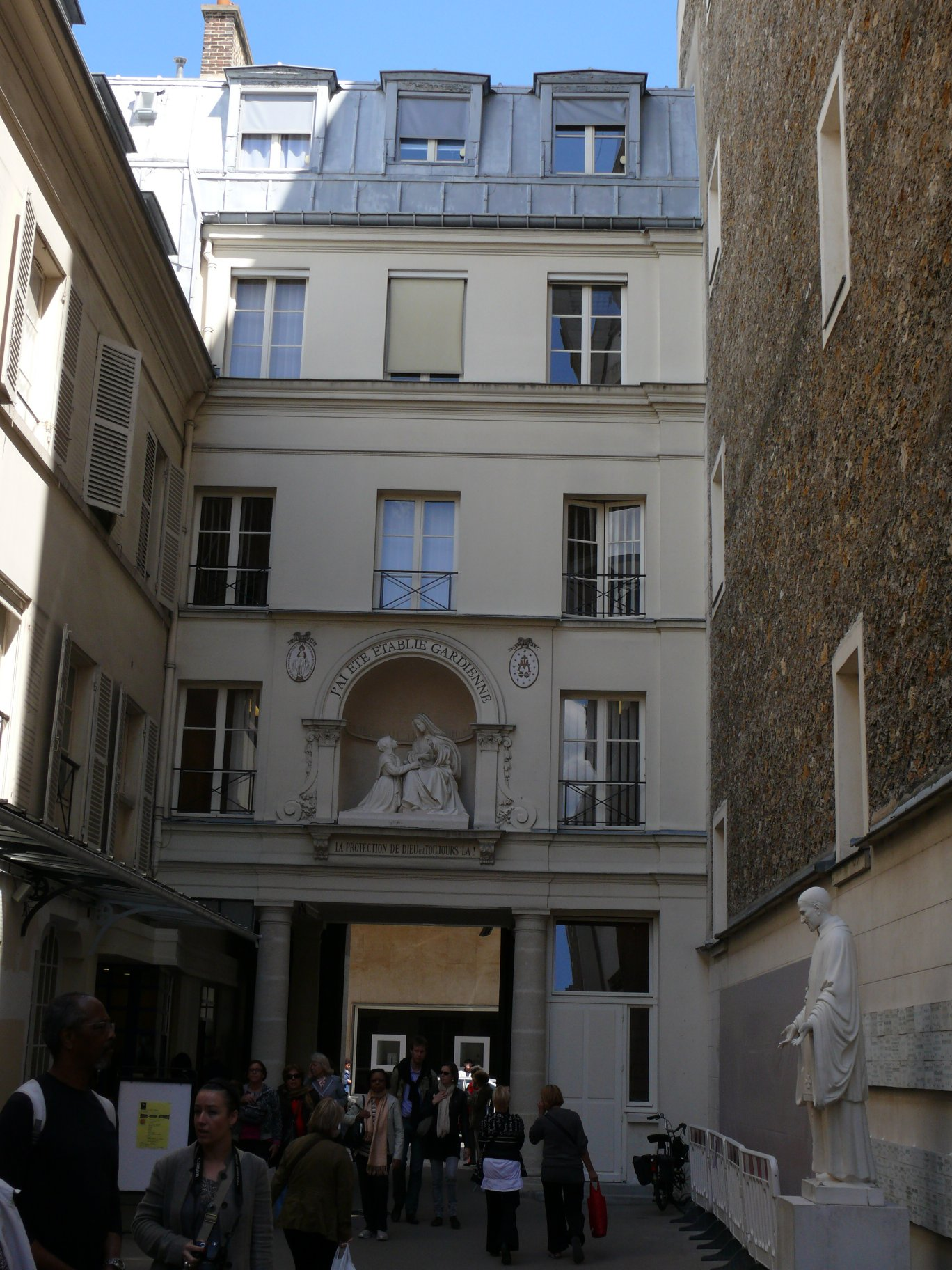
Vista del porche, desde el interior.
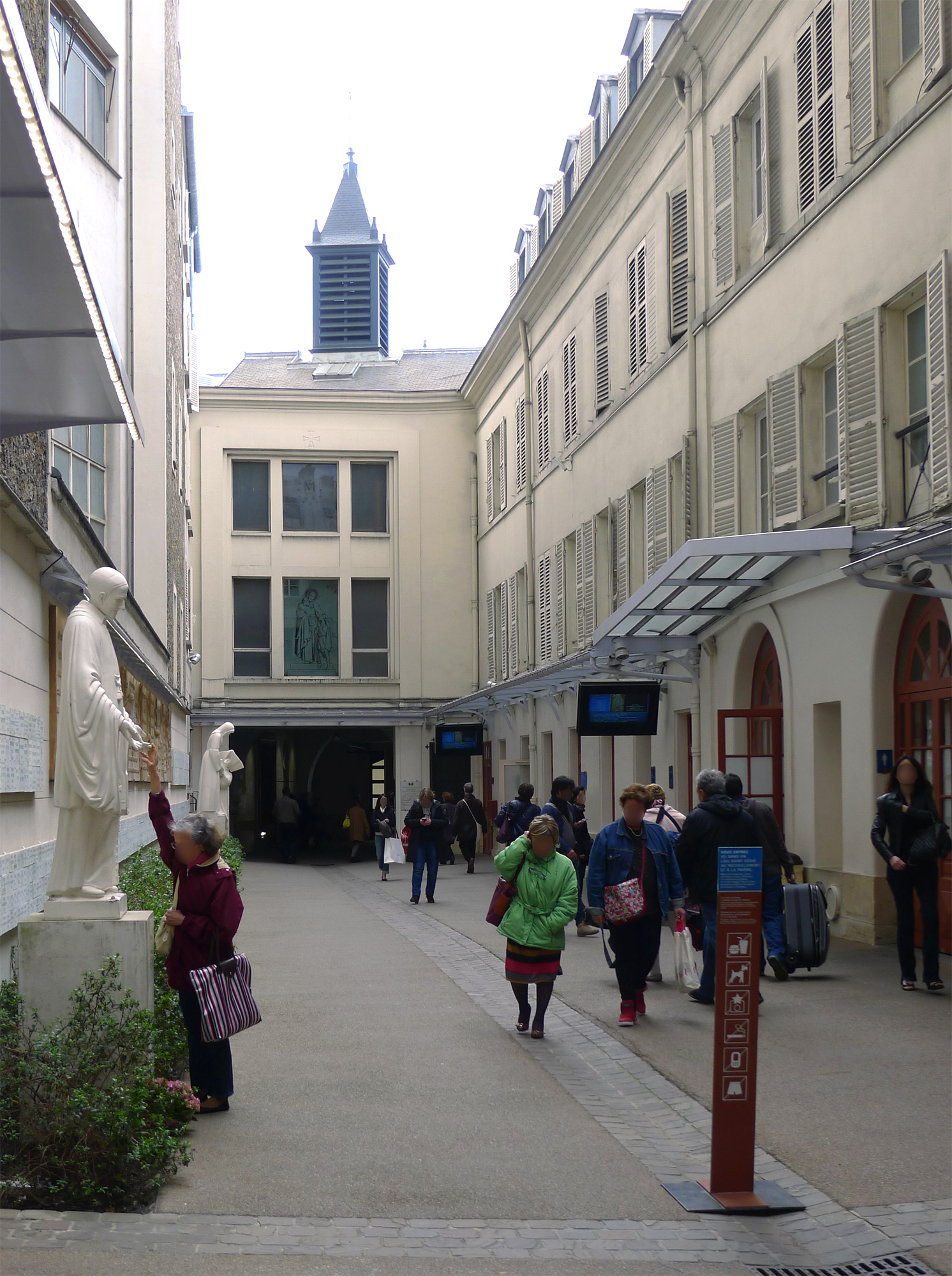
Patio interior.
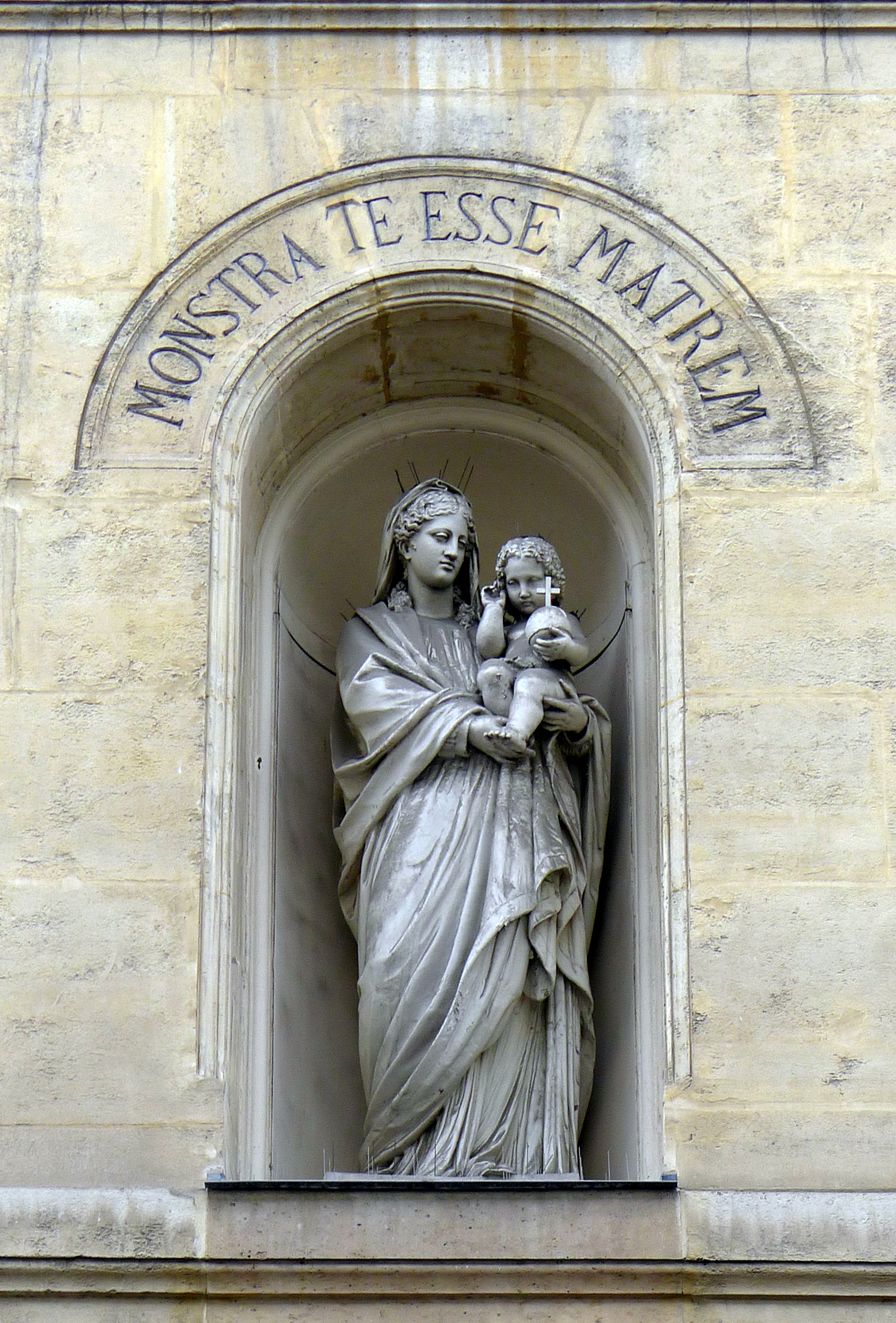
Estatua de la Virgen.
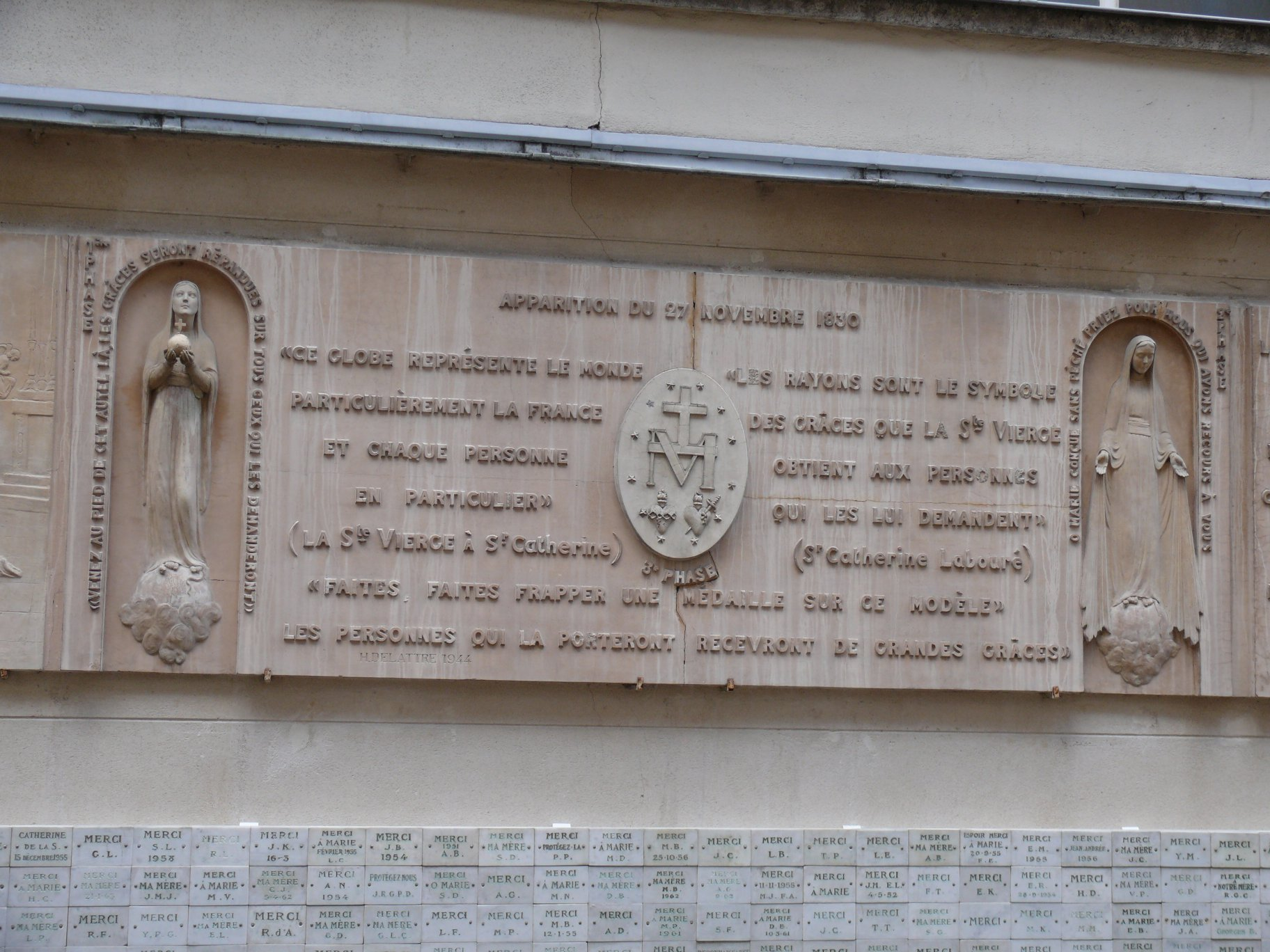
Panel explicativo de las apariciones.
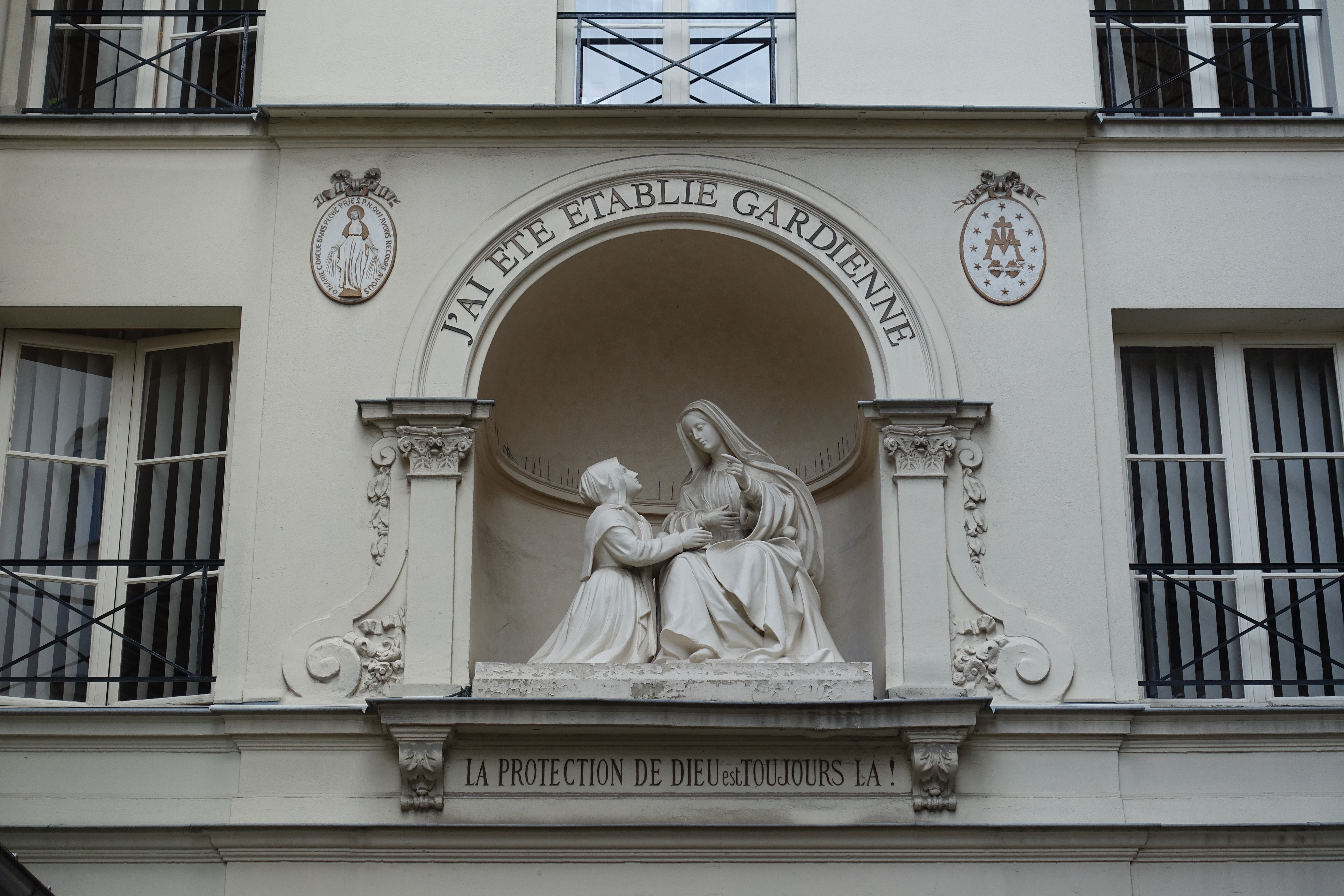
Estatua de la primera aparición de la Virgen.
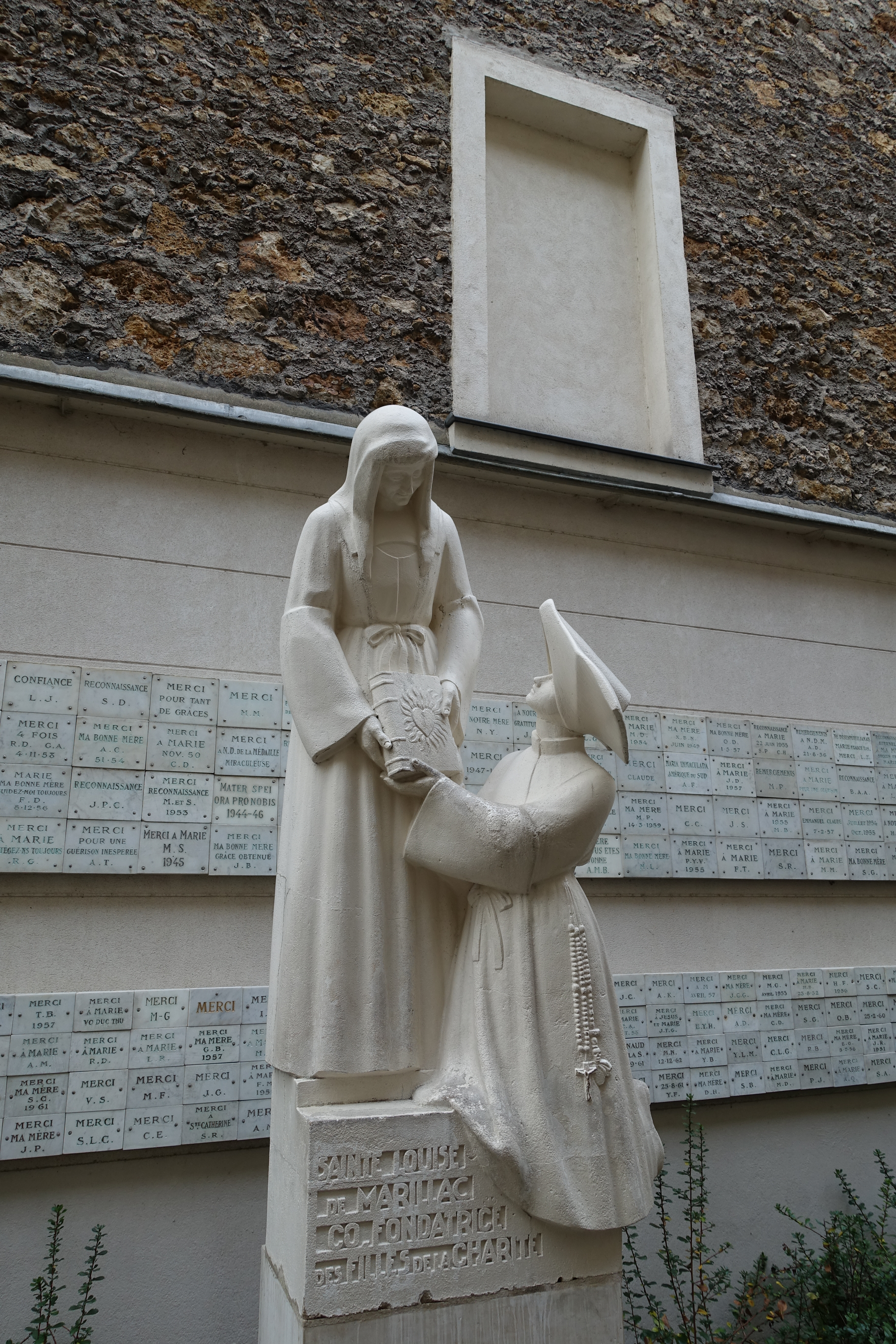
Estatua de Santa Luisa de Marillac.
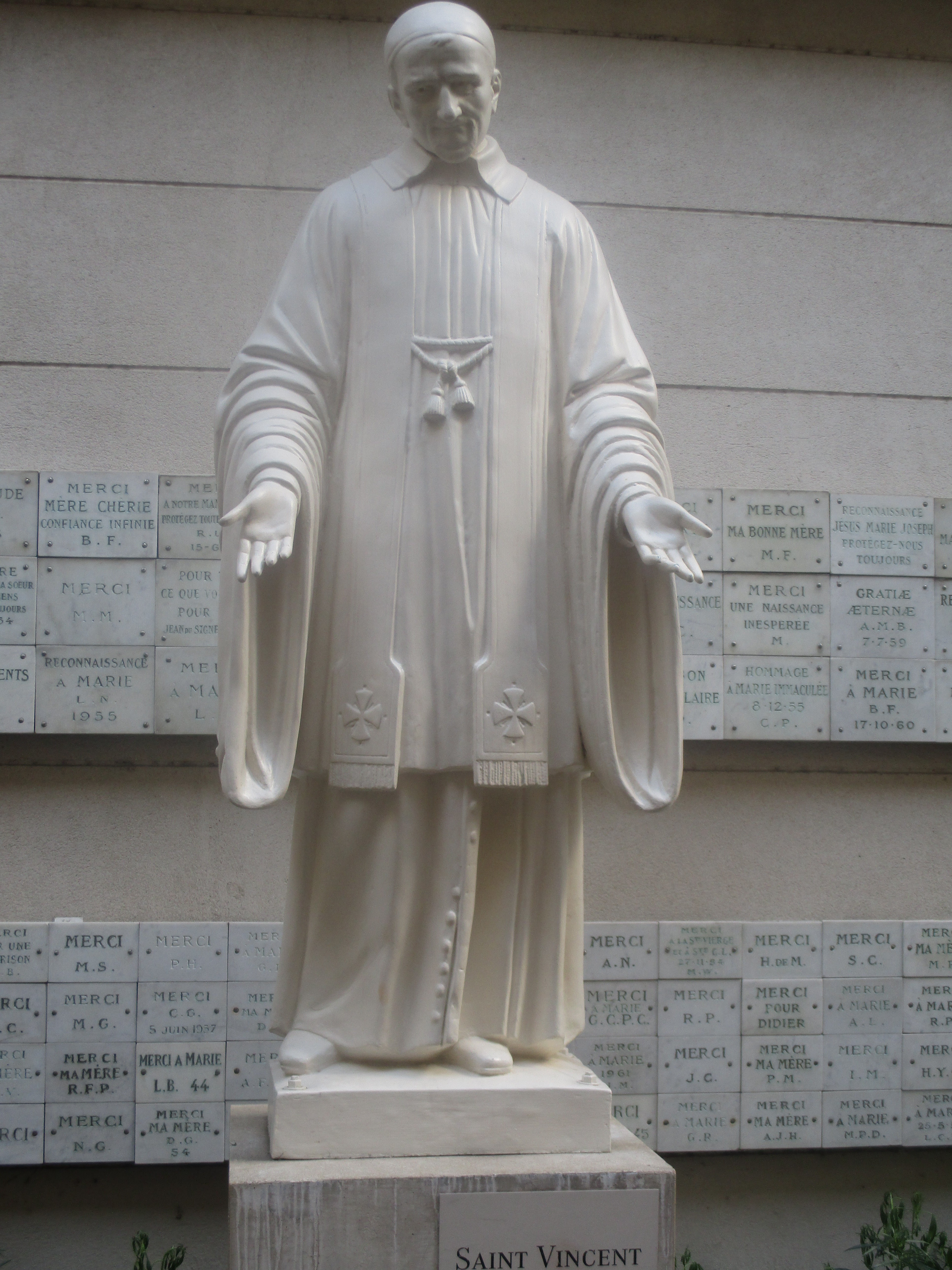
Estatua de San Vicente de Paúl.

### La capilla
La capilla tiene planta cuadrangular compuesta por una nave flanqueada por pasillos sencillos que terminan en un coro muy poco profundo (reducido a un nicho simple) y más estrecho que el resto del edificio. Los pasillos están rematados con tribunas, la nave se cubre con bóveda de cañón semicircular, el coro se cubre con una cúpula ciega sobre colgantes. El coro está precedido por un arco triunfal pintado.
La capilla tiene la particularidad de contar con entrepisos de tres plantas en cada una de sus naves laterales. Su decoración, reducida, se limita a unas estatuas destacadas por decoraciones muy coloridas y por un fresco que rodea el coro. Aparece un órgano de tribuna en su lugar habitual, es decir, en la nave central frente al coro. 
Un fresco azulado de la primera aparición corona el altar central. El dorado rodea dos estatuas de mármol: la Virgen con el rayo, símbolo de la primera aparición, y la Virgen con el globo terráqueo, símbolo de la segunda, ubicadas sobre el santuario de Catalina Labouré.
Hoy la capilla tiene una capacidad de 1000 plazas.

Interior de la capilla
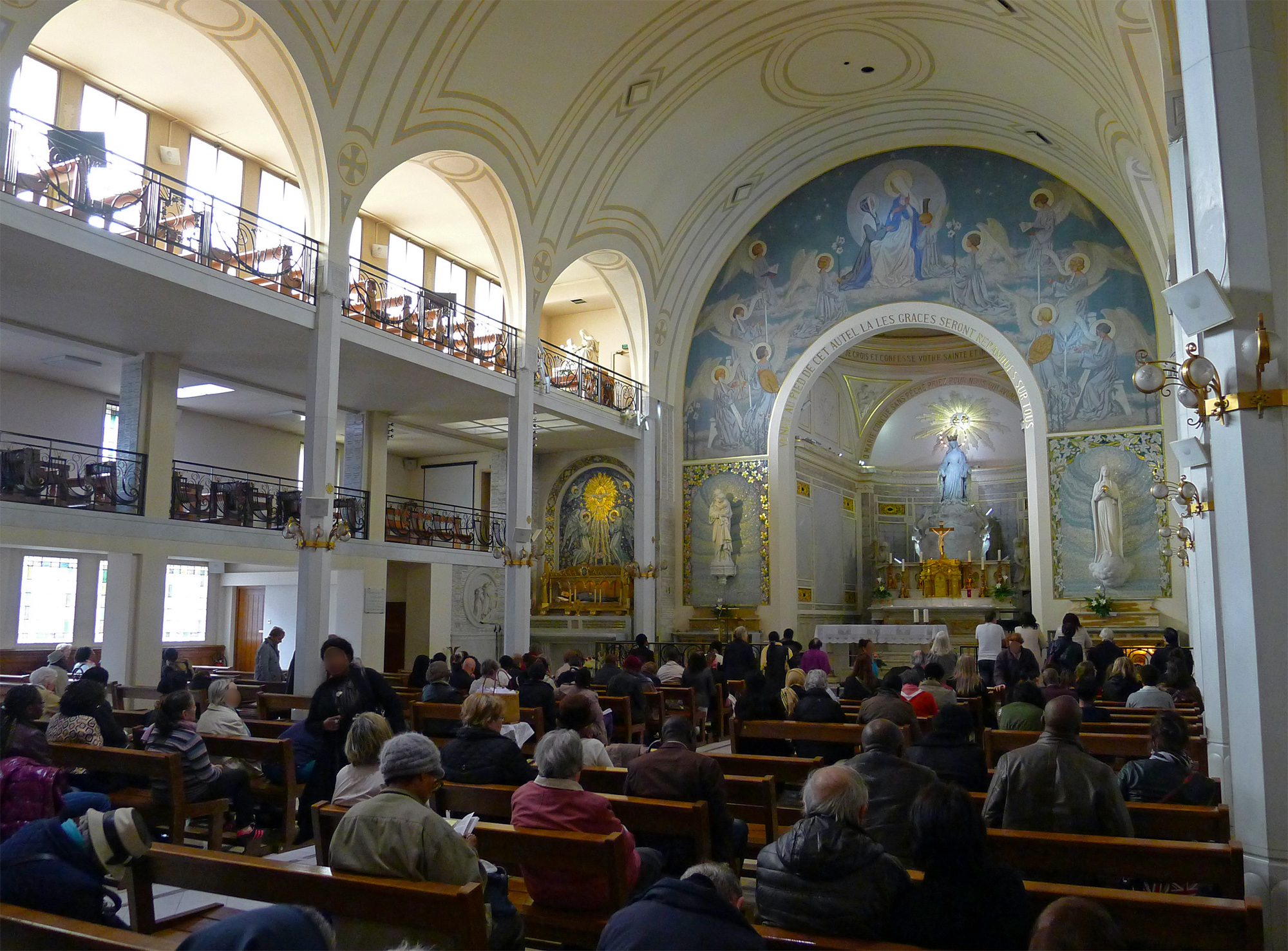
Nave y asistencia.
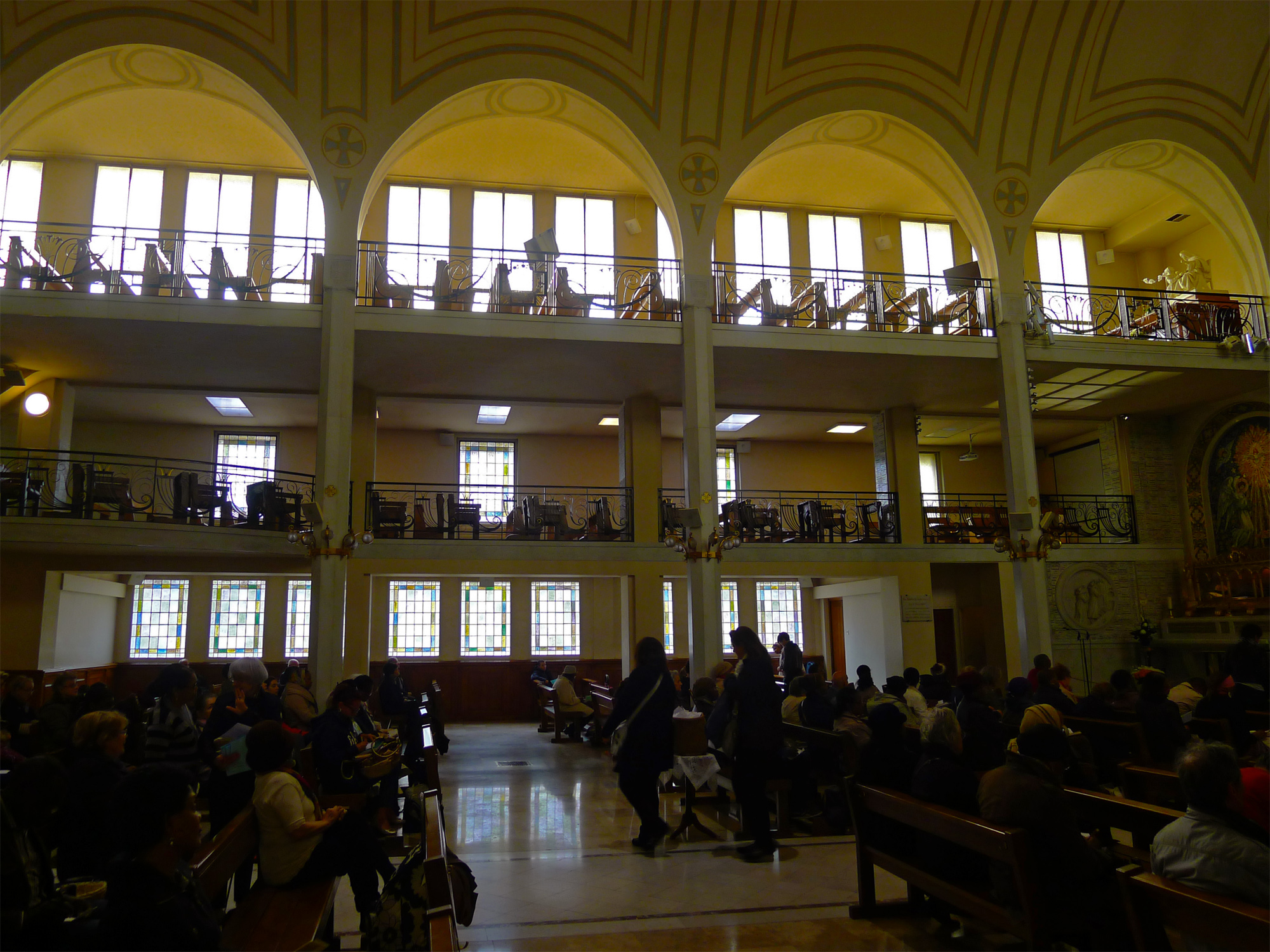
Nave y vanos.
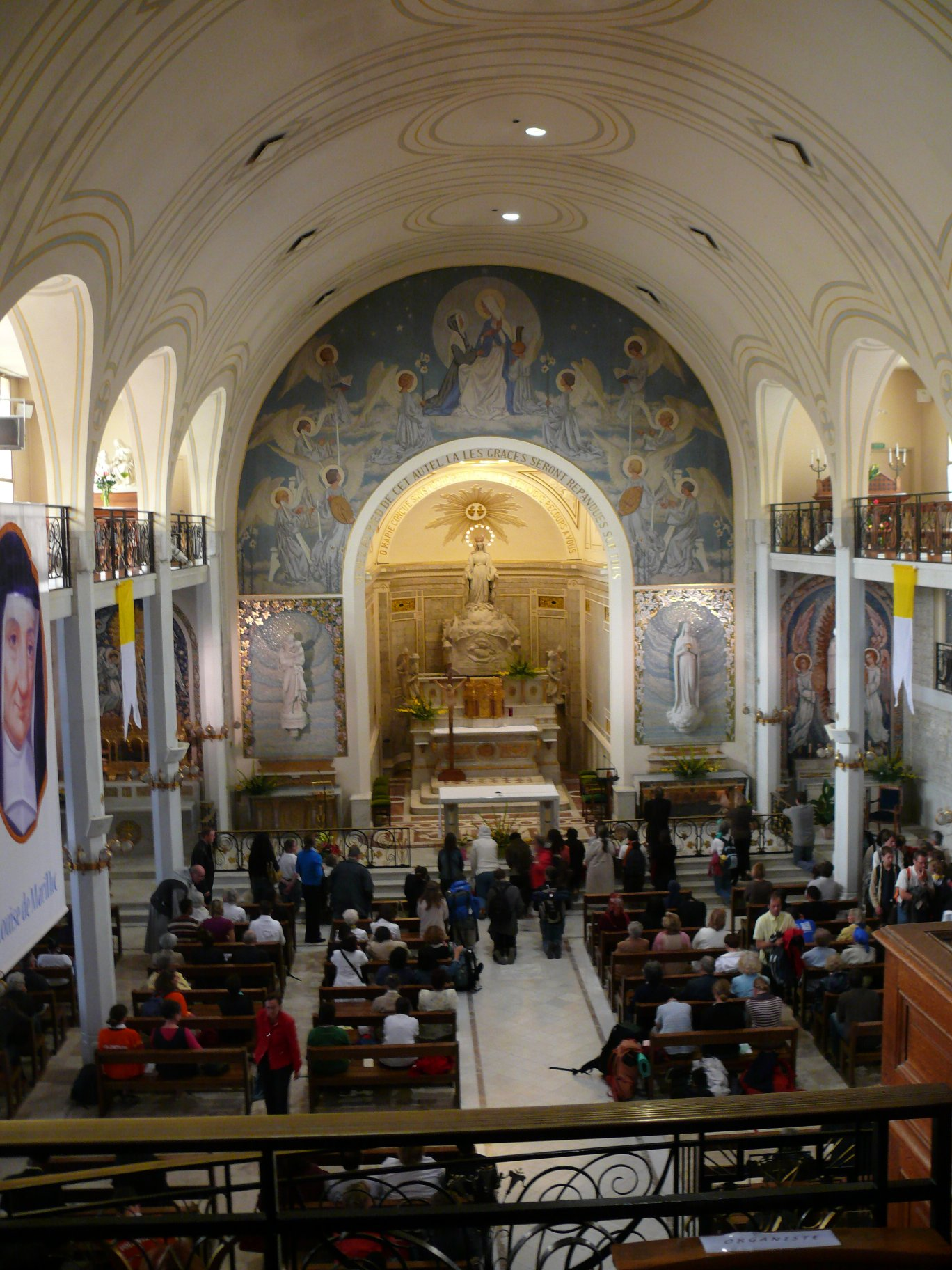
La nave, vista desde la tribuna.
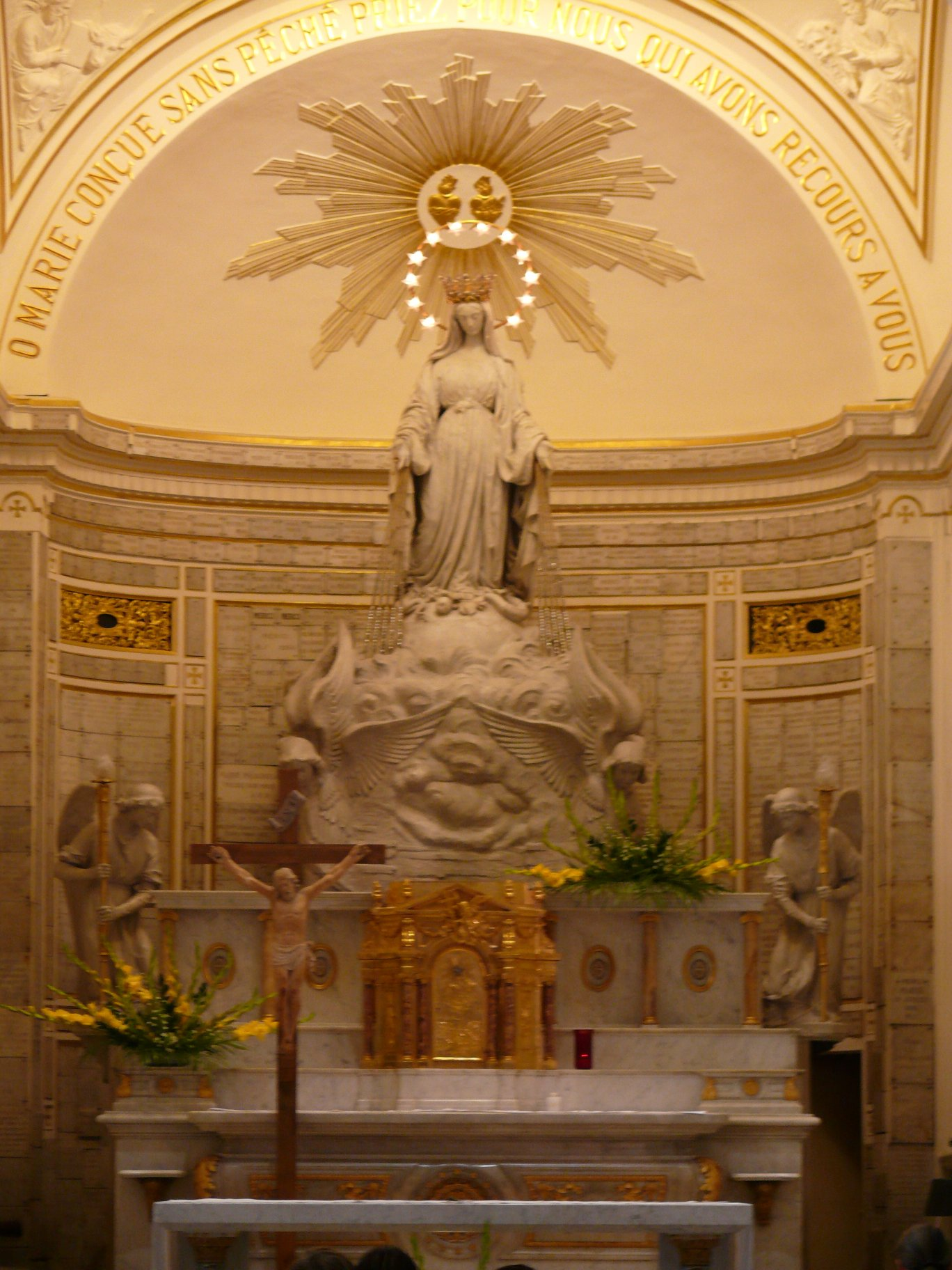
El coro y el altar.
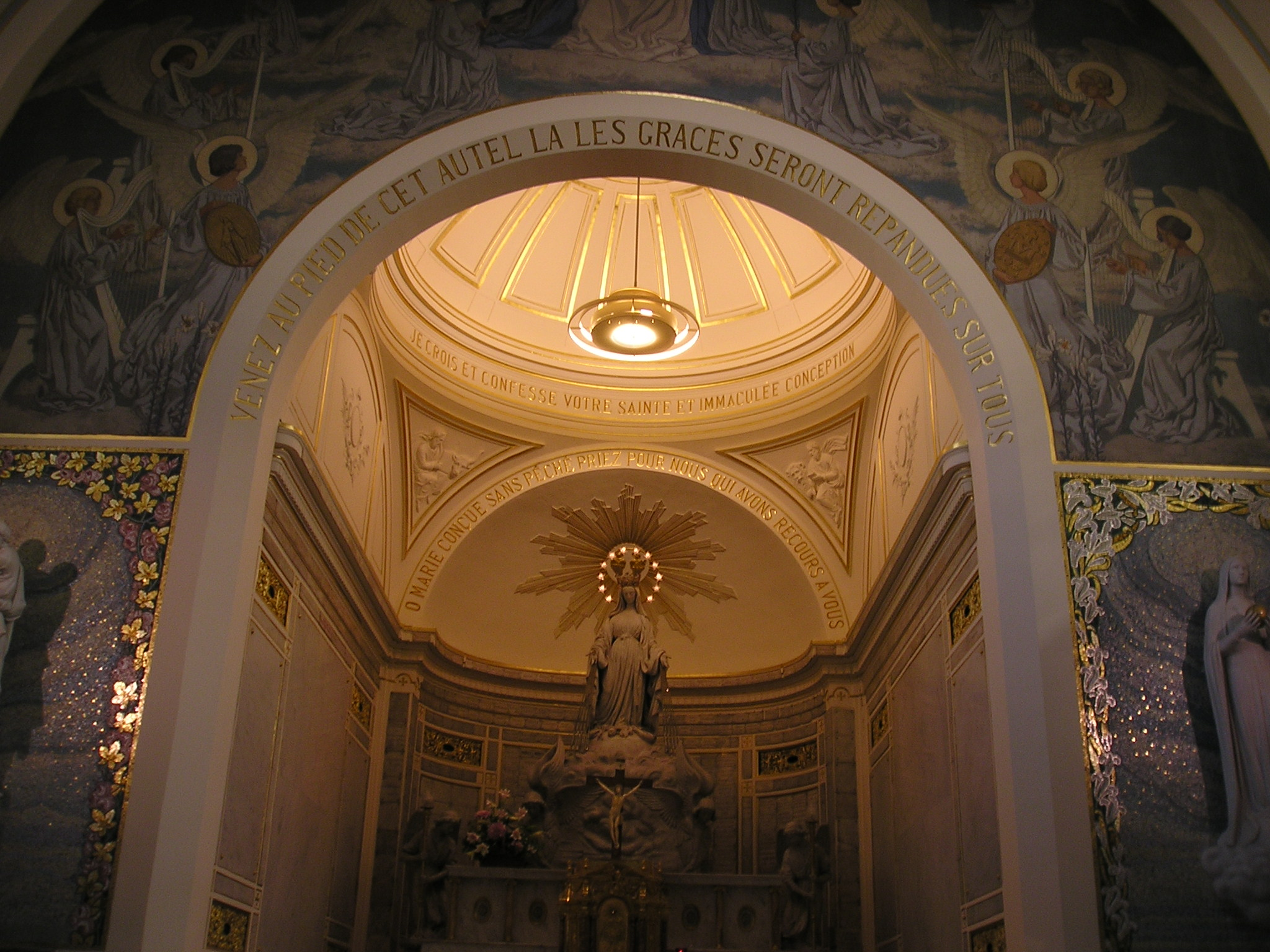
Vista de la cúpula, encima del coro.
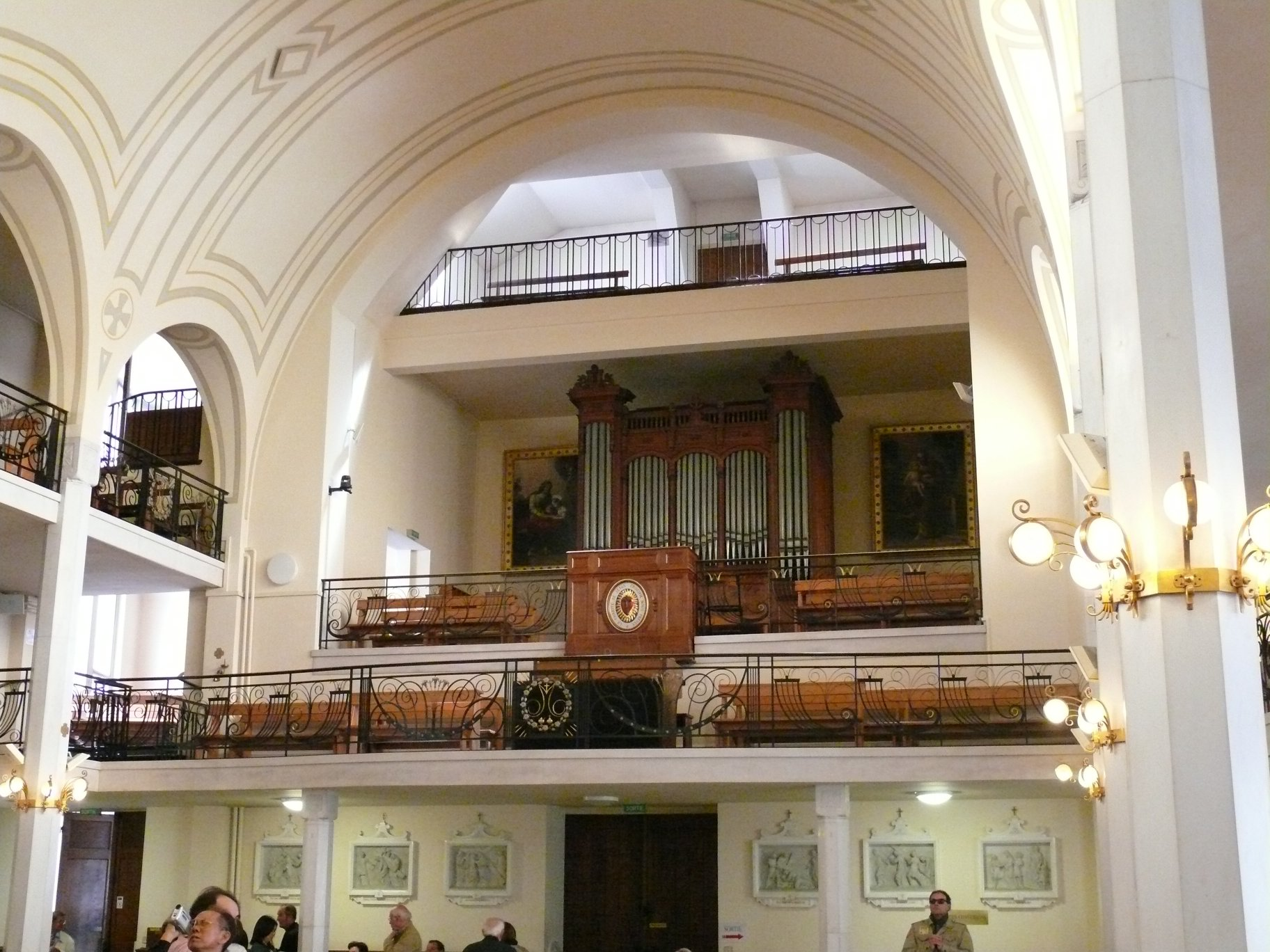
Vista del órgano y de la tribuna en la nave principal.
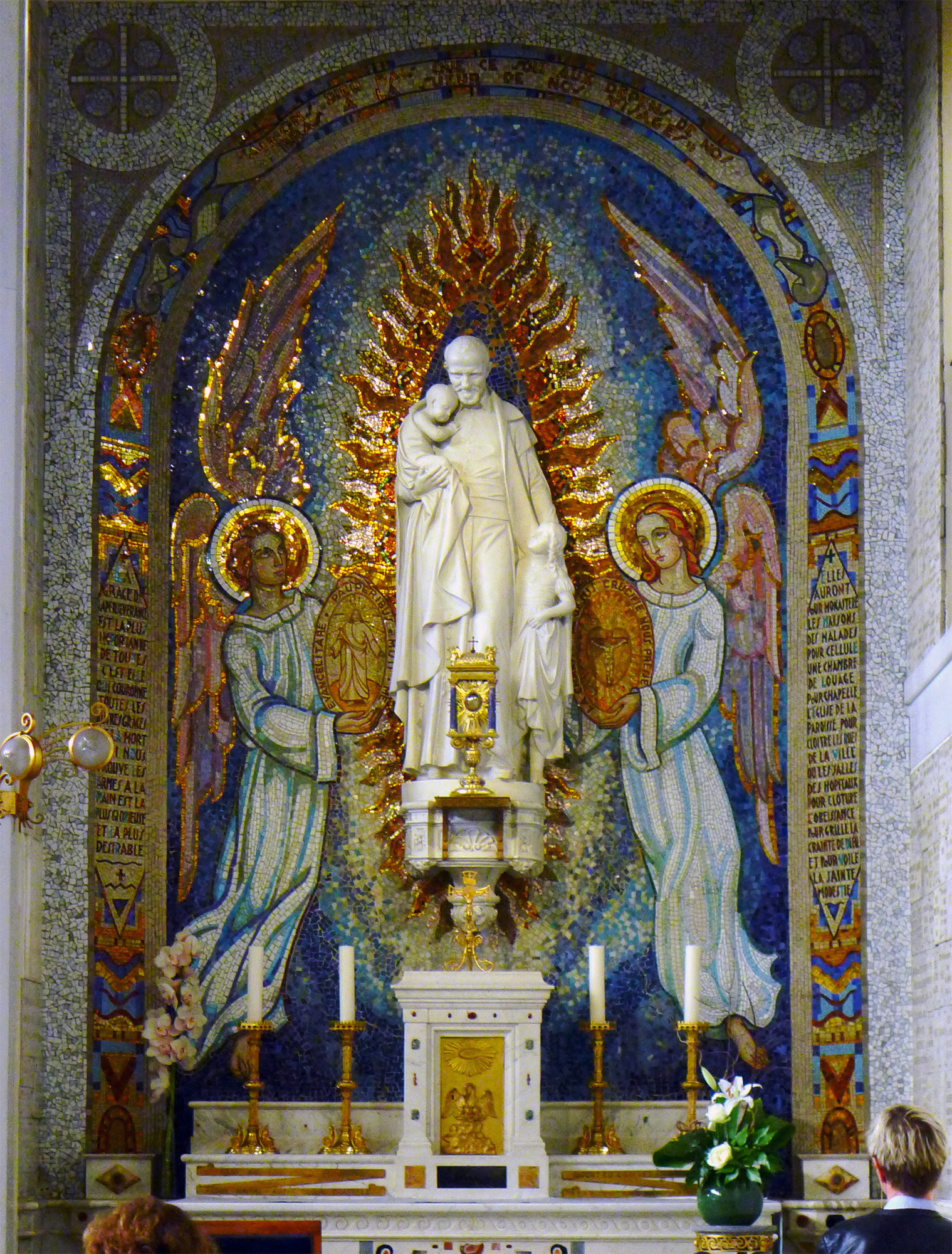
Estatua y altar dedicado a san Vincente de Paul.
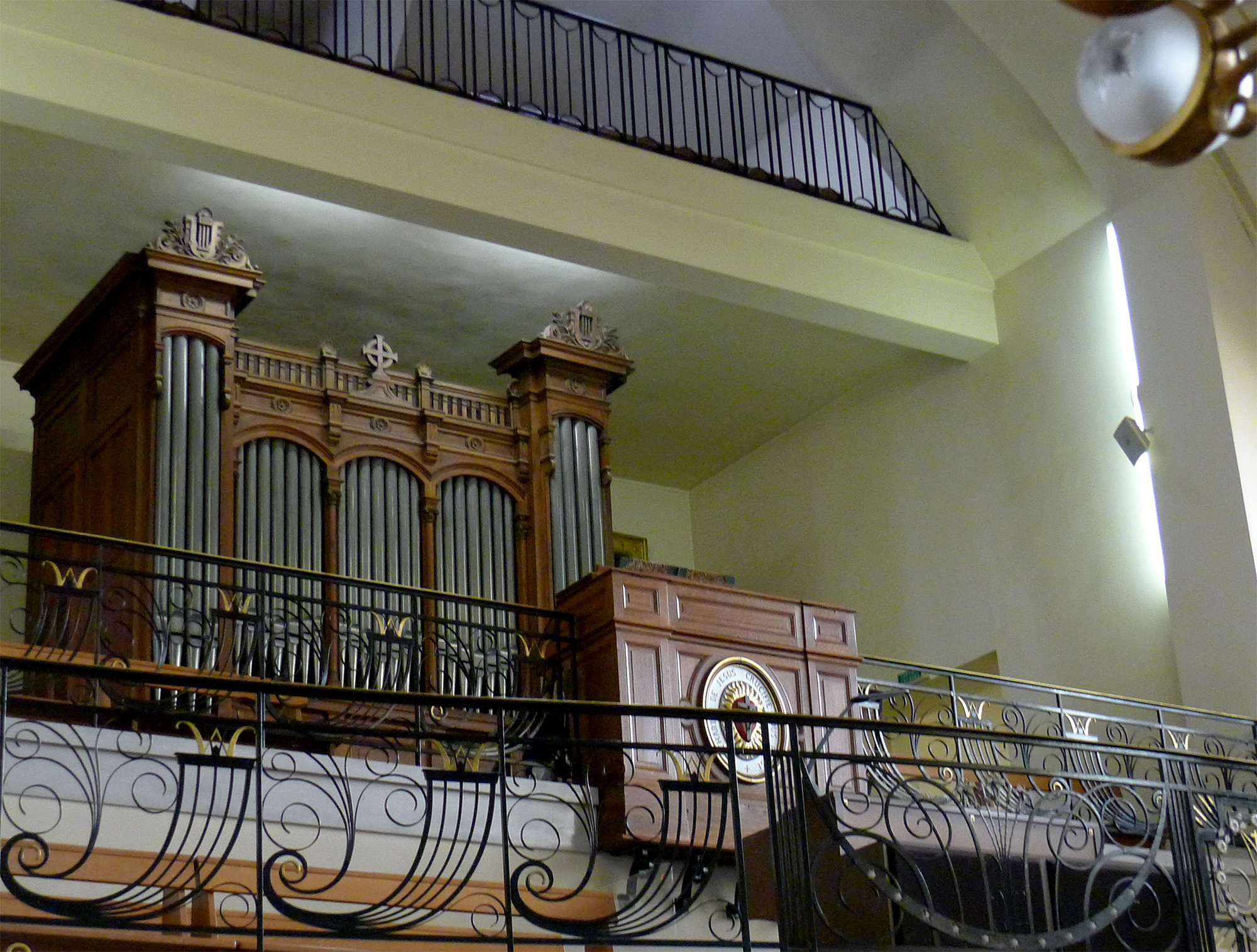
Órgano de tribuna.
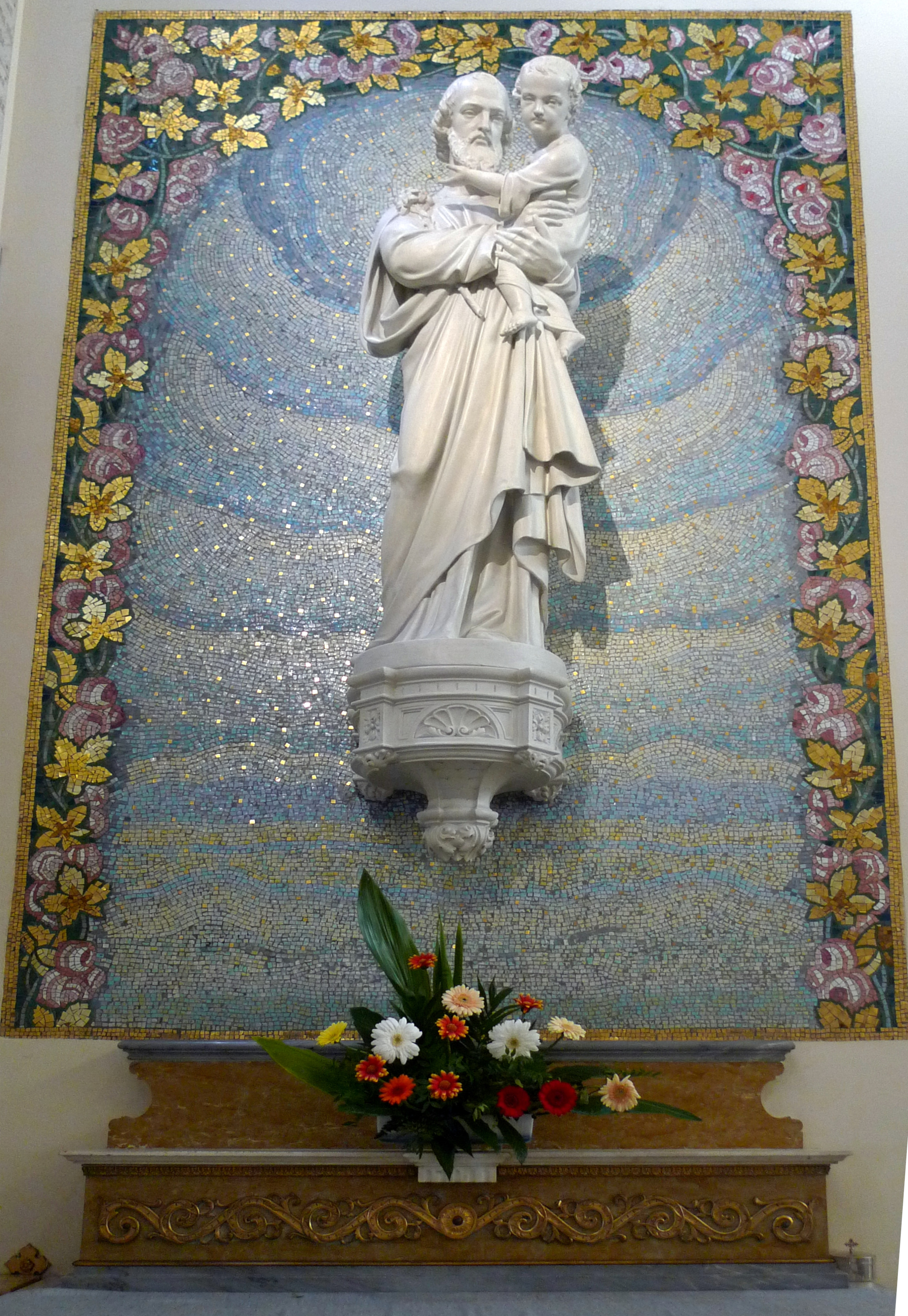
Estatua de san José.
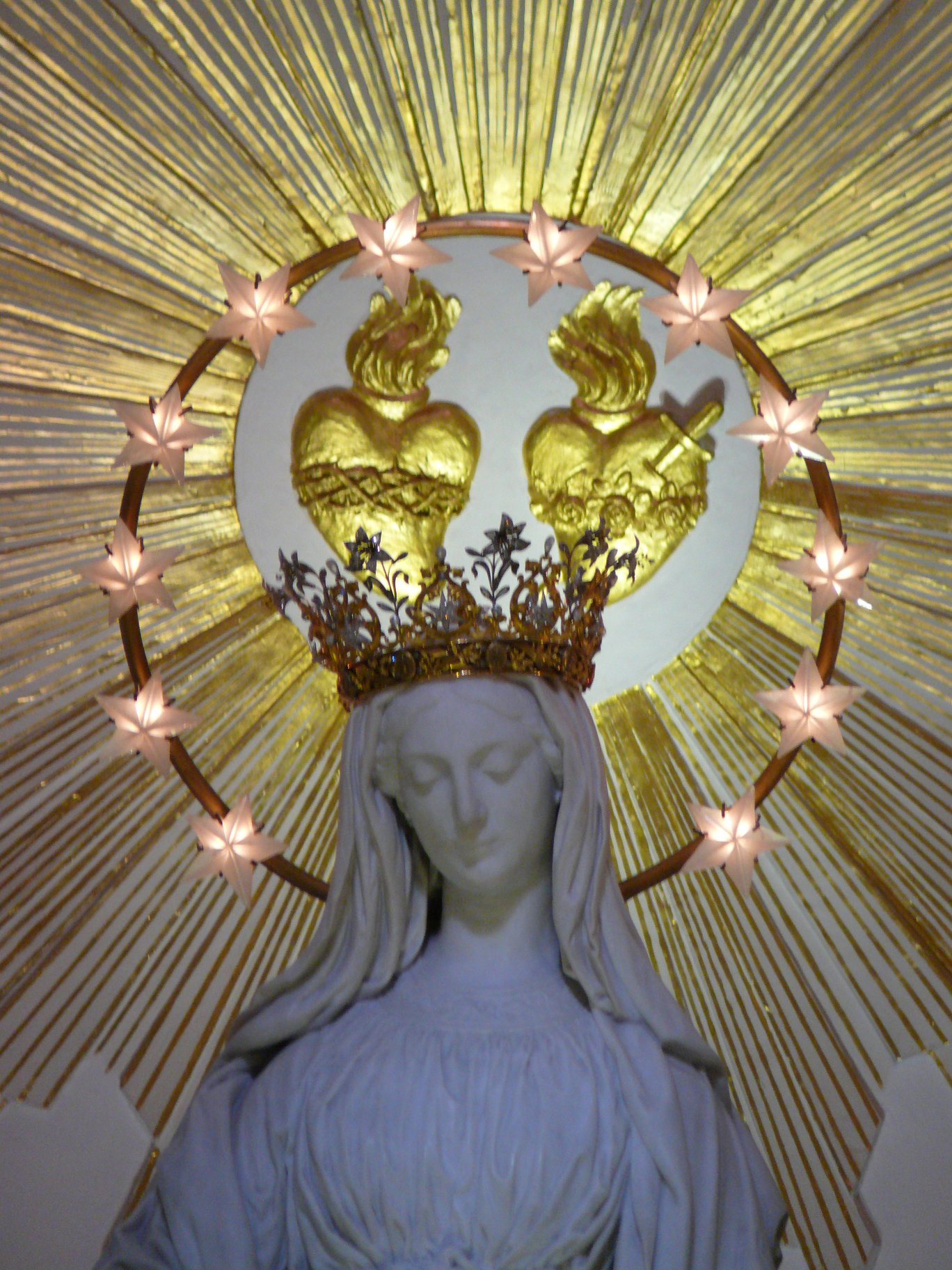
Detalle de los coros de Jesús y María, encima del altar principal.

#### La virgen del globo

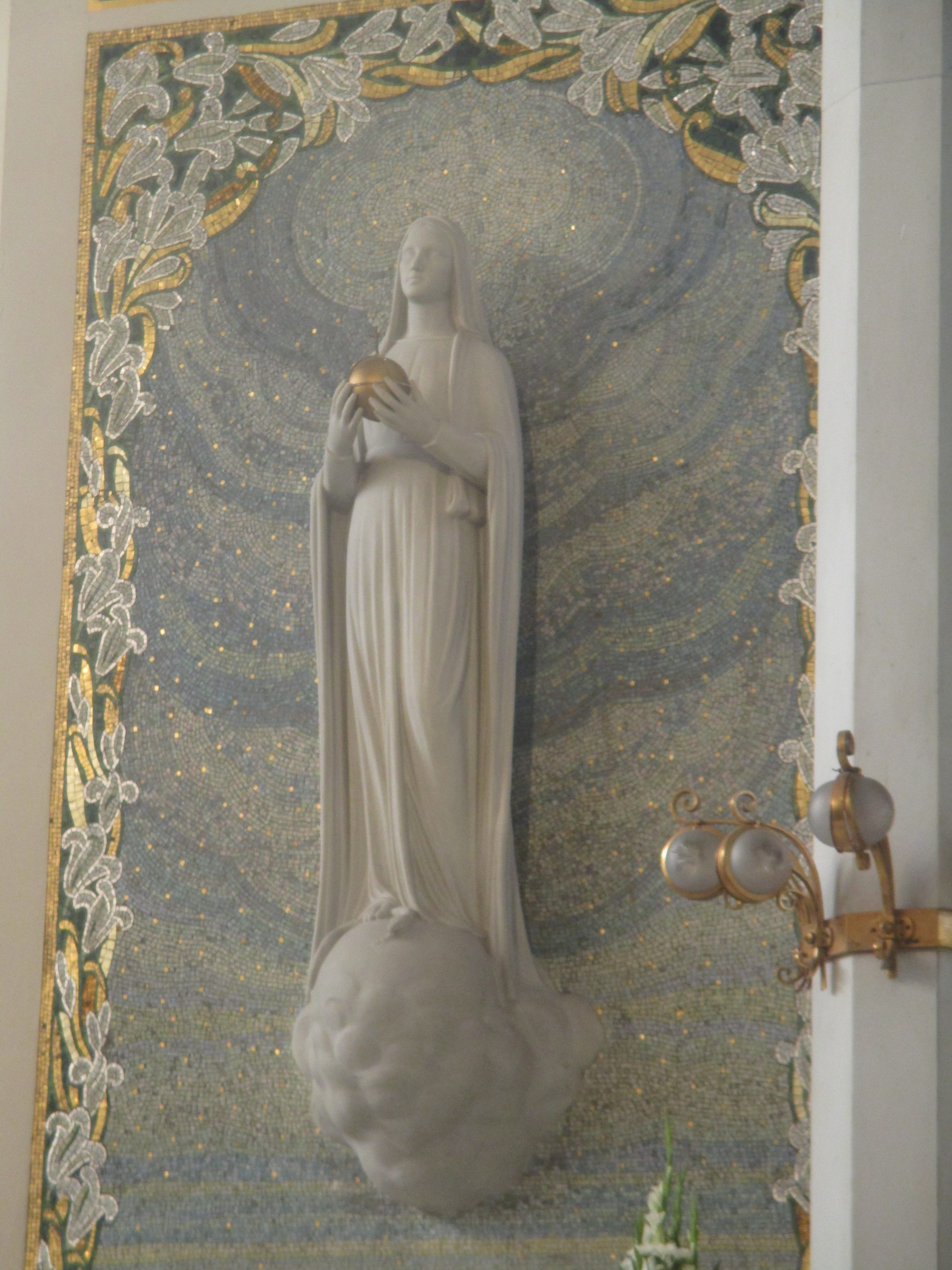
Estatua de la Virgen llevando el globe, en la capilla.

Estatua de la Virgen llevando el globo terráqueo, en la capilla.
La estatua de la "Virgen con el Globo" se realizó varios años después de que se extrajeron las primeras medallas, en respuesta a la solicitud de la Hermana Catalina de hacer esta estatua, según su visión durante la aparición, en respuesta a la solicitud de que habría hecho de ella la Virgen, y la promesa, relatada por la monja, de la Virgen: «Yo esparciría estas gracias sobre quienes me pregunten».
La estatua está ubicada en la nave principal, a la derecha del altar mayor. 

#### Tumbas y reliquias
El cuerpo de Catherine Labouré fue exhumado en 1933, con motivo de su beatificación. Su cuerpo, que se encuentra perfectamente conservado, está instalado en un relicario de bronce, instalado en la capilla. En esta capilla también reposa el cuerpo de santa Luisa de Marillac, en una cacería a la izquierda del altar. Otra reliquia de un santo vinculado a la congregación de las Hermanas de la Caridad: el corazón de San Vicente de Paúl también se conserva y exhibe en esta capilla.

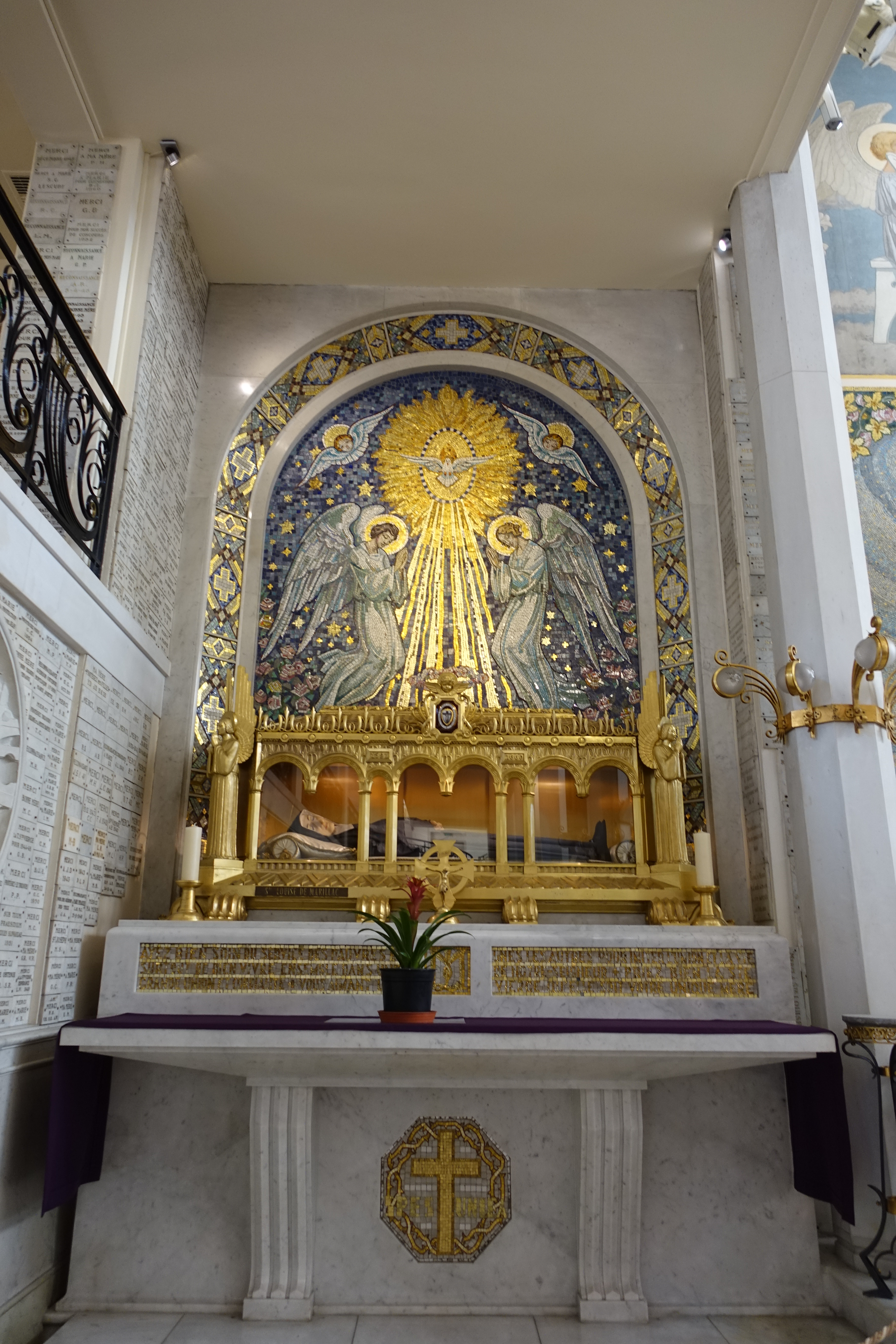
Santuario de Santa Luisa de Marillac instalado en la nave lateral izquierda.
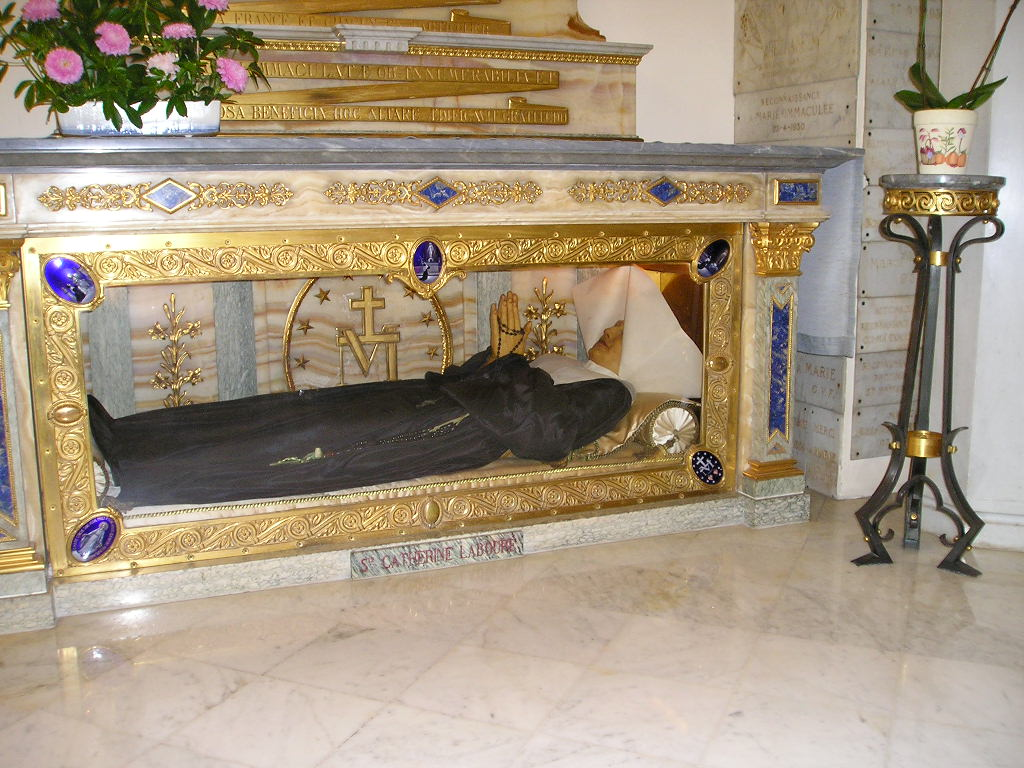
Santuario de Santa Catalina Labouré, a la derecha del altar mayor.

## Notoriedad y asistencia
La capilla es visitada por un gran número de turistas cada año. Hay en promedio entre 5000 y 6000 visitantes o peregrinos por día, y 2 millones por año, visitantes de todo el mundo. Esto convierte a este lugar en uno de los 10 más visitados de la capital francesa, y el segundo lugar de peregrinación en Francia después del santuario de Lourdes. Los visitantes vienen de todo el mundo y de todas las clases sociales. Algunos son creyentes, otros no. Muestra de la universalidad de los visitantes, los folletos están traducidos a 22 idiomas.
Durante los días ajetreados, se instala una retransmisión al aire libre por medios de video para dar cabida a más público, y se celebran varias misas durante el día.
La recepción de visitantes y la animación espiritual del lugar la llevan a cabo las monjas del convento colindante a la capilla (un convento aún en funcionamiento y que cuenta con más de un centenar de monjas), así como por voluntarios. Muchos grupos de peregrinos vienen de todo el mundo y los administradores del sitio organizan y planifican las visitas de estos grandes grupos para evitar la congestión del sitio.

## Capilla en Cali (Colombia)
En la ciudad de Cali en Colombia también se encuentra una capilla dedicada a la Medalla Milagrosa fundada por San Vicente de Paúl y Santa Luisa de Marillac. Esta comunidad francesa fue traída a Colombia, por monseñor Bermúdez en 1882 al hospital de Popayán, pero su llegada a Cali se debe a la solicitud del padre Severo González, para el hospital San Juan de Dios.
La capilla está abierta de lunes a viernes y ofrece servicios sociales, como la obra social de Santa Luisa de Marillac, para niños en situación de discapacidad, terapias integradas, etc.
La capilla tiene esculpida la imagen de Nuestra Señora de la Medalla Milagrosa, en la parte superior del altar, donde muchos habitantes de la ciudad de Cali asisten, todos los martes o días normales, a venerar la imagen.